# Stjepan Jovanović
Stjepan Jovanović (Pazarište kraj Otočca, 5. siječnja 1828. – 8. prosinca 1885.) bio je vojni zapovjednik Austrijskog Carstva.
Od 1861. do 1865. bio je austrijski generalni konzul u Sarajevu.
Bio je zapovjednik 28. pješačke divizijske grupe, s kojom je sudjeluje u Zaposjedanju Bosne i Hercegovine. Posebno se istaknuo pobjedama kod Čitluka, Stoca i Klobuka.
Preminuo je 1885. u Zadru.